# Thysanopyga canescens
Thysanopyga canescens là một loài bướm đêm trong họ Geometridae.